# Cumming & Company
Cumming & Company war ein britischer Hersteller von Automobilen.

## Unternehmensgeschichte
Das Unternehmen hatte seinen Sitz an der Cromwell Road in London. 1913 begann die Produktion von Automobilen. Der Markenname lautete Richmond. Im gleichen Jahr endete die Produktion.

## Fahrzeuge
Das einzige Modell war der 10/12 HP. Die Basis der Fahrzeuge bildete ein zugekauftes Fahrgestell, vermutlich aus Frankreich. Der Vierzylindermotor hatte 1460 cm³ Hubraum. Établissements Ballot stellte Motoren dieser Größe her. Der Motor war vorne im Fahrzeug montiert und trieb über eine Kardanwelle die Hinterachse an. Das Getriebe hatte vier Gänge. Der Preis des zweisitzigen Fahrzeugs betrug 225 Pfund.